# Babenhausen, Unterallgäu

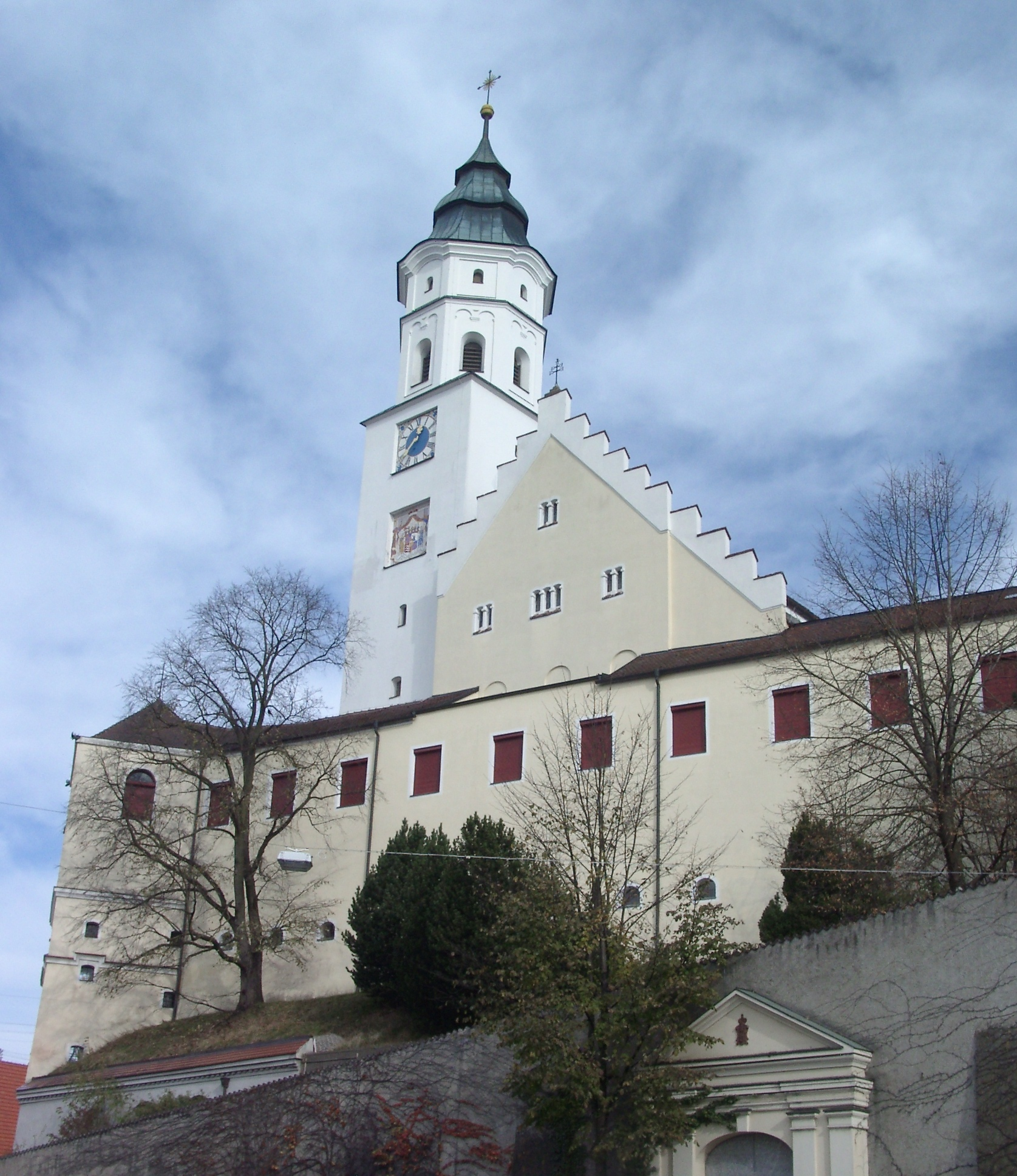
Church in Babenhausen.

Babenhausen là một đô thị ở huyện Unterallgäu bang Bayern, Đức.